# Quốc kỳ Cộng hòa Bắc Ossetia-Alania
Hiệu kỳ khu vực Ossetia (tiếng Nga: Флаг Осетии) là một lá cờ có tỉ lệ 1:2, với ba sọc ngang trắng - đỏ - vàng đều nhau. Nó đồng thời được công nhận là quốc kỳ tại Cộng hòa Bắc Ossetia-Alania (tiếng Nga: Государственный флаг Республики Северная Осетия - Алания) và Cộng hòa Nam Ossetia (tiếng Nga: Государственный флаг Республики Южная Осетия).

## Đặc trưng
Lá cờ khu vực Ossetia được sử dụng chung cho hai thực thể tự trị Bắc Ossetia-Alania và Nam Ossetia với vai trò quốc kỳ, trong đó:
- Màu trắng: Đức tính thuần khiết.
- Màu đỏ: Lòng dũng cảm.
- Màu vàng: Phúc lợi và thịnh vượng.

| Thứ tự  | Trắng         | Đỏ          | Vàng        |
| ------- | ------------- | ----------- | ----------- |
| Pantone | Safe          | Red 032     | Yellow 116  |
| CMYK    | 0.0.0.0       | 0.90.86.0   | 0.0.100.0   |
| RGB     | (255,255,255) | (250,60,50) | (255,255,0) |
| HTML    | #FFFFFF       | #EF4135     | #FFFF00     |
| NCS     | S 0300 N      | S 0580 Y80R | S 0570 G70Y |